# UK Detector Finds Database
 UK Detector Find Database  (traducido: Base de datos de hallazgos de detectores en Gran Bretaña) es un proyecto para promover la práctica adecuada de los detectores de metal en el Reino Unido, fruto de una iniciativa de la organización sin ánimo de lucro de aficionados. Consiste en una base de datos que permite a los buscadores registrar sus hallazgos para identificar estadísticamente la escena del descubrimiento, y el buen funcionamiento los equipos.
Cualquier persona que acceda a su página tiene acceso inmediato a la base de datos para publicar información o realizar investigaciones, pero no hay un perfil de usuario para asignar la información publicada.